# Суха Деренюха
Нетек
Нетека — річка в Україні у Благовіщенському районі Кіровоградської області. Ліва притока річки Південного Бугу (басейн Південного Бугу).

## Опис
Довжина річки 12 км, похил річки 5,7 м/км, площа басейну водозбору 44,9 км², найкоротша відстань між витоком і гирлом — 11,66  км, коефіцієнт звивистості річки — 1,03. Формується декількома струмками та загатами.

## Розташування
Бере початок на північно-західній околиці села Лозувата і тече через нього. Далі тече переважно на південний схід через село Дельфінове і на південній стороні від села Змійове впадає в Південний Буг.

## Цікаві факти
- У XX столітті на річці існували молочно-тваринна ферм (МТФ), газгольдер та декілька газових свердловин[1].